# NGC 7213
NGC 7213 este o quasar situată în constelația Cocorul. A fost descoperită în 30 septembrie 1834 de către John Herschel. Se află la o distanță de 25,8 de megaparseci de Pământ.